# Tobías Vargas
Tobías Antonio Vargas (n. Ciudad del Este, Paraguay; 21 de agosto de 1989) es un futbolista paraguayo que juega como arquero y su equipo actual es club 31 de agosto F.B.C. de la Liga Luqueña de Fútbol. 

## Trayectoria
Se consagró campeón del Torneo Clausura 2010 con el Club Libertad en la Primera División de Paraguay. Descendió de categoría con Fuerza Amarilla.

## Selección nacional
Ha sido internacional con la selección de fútbol de Paraguay en 1 ocasión.

## Clubes
| Club               | País     | Año         |
| ------------------ | -------- | ----------- |
| Libertad           | Paraguay | 2010 - 2011 |
| Sportivo Luqueño   | Paraguay | 2012        |
| Deportivo Capiatá  | Paraguay | 2013        |
| Sportivo Luqueño   | Paraguay | 2014        |
| Deportivo Capiatá  | Paraguay | 2014 - 2015 |
| Nacional Potosí    | Bolivia  | 2015        |
| Rubio Ñu           | Paraguay | 2016        |
| Sportivo Luqueño   | Paraguay | 2017        |
| Fuerza Amarilla    | Ecuador  | 2019        |
| Independiente CG   | Paraguay | 2021 - 2022 |
| Sportivo Luqueño   | Paraguay | 2022        |
| 24 de Setiembre VP | Paraguay | 2023        |

Esta como arquero volante ahora en Segunda división